# Rickert
Rickert er en kommune og en by i det nordlige Tyskland, beliggende i Amt Fockbek midt i Kreis Rendsborg-Egernførde. Kreis Rendsborg-Egernførde ligger i den centrale del af delstaten Slesvig-Holsten.

## Geografi
Rickert ligger lige nord for Rendsborg i Naturpark Hytten Bjerge. Mod vest går Bundesstraße 77 og jernbanen fra Rendsborg mod Slesvig by, mod vest går Bundesautobahn 7, ligeledes fra Rendsborg mod Slesvig.